# Rito Escocés Primitivo
El Rito Escocés Primitivo o Gran Rito Escocés Primitivo (Early Grand Scottish Rite) es un rito masónico. Según Robert Ambelain, quien según sus propias palabras "despertó" este rito en 1985, fue el que se utilizaba en la Logia Saint Jean d’Écosse en Marsella en el siglo XVIII, y que aparentemente se habría introducido en Francia en 1688 a través de los masones jacobitas exiliados en Saint-Germain-en-Laye. Sin embargo, no existe evidencia histórica de tales afirmaciones, que siguen siendo controvertidas hasta el día de hoy.

## Historia

### Historia sostenida por la Gran Logia Francesa del Rito Escocés Primitivo
Según Robert Ambelain, el Rito Escocés Primitivo fue practicado por los militares de las logias jacobitas de los regimientos escoceses e irlandeses exiliados en Francia y seguidores del rey Jaime II de Inglaterra, Estuardo. Estas logias jacobitas tenían ya amplia difusión hacia 1725, por lo que conformaron en ese año la "Muy Antigua y Honorable Sociedad de Masones en el Reino de Francia". Sus rituales fueron formalizados en Marsella en 1751 por Georges de Wallnon (o Waldon), para la logia Saint Jean d'Écosse con sede en dicha ciudad. 
Cabe advertir que buena parte de los actuales ritos que llevan el apelativo de "escocés" (como, por ejemplo, el Rito Escocés Antiguo y Aceptado) consideran, sin prueba documental, que dicha logia constituye de algún modo su origen histórico contemporáneo. En este sentido, los rituales del Rito Escocés Primitivo no son ajenos a este origen mítico en la logia Saint Jean d'Écosse de Marsella. Siguiendo esta línea argumental de Ambelain, este Rito inspirará en gran medida al Rito de la Estricta Observancia Templaria y por ende al Rito Escocés Rectificado que se desprenderá del anterior. 
Tanto el actual Rito Escocés Primitivo como el Rito Escocés Rectificado poseen grandes similitudes, en lo que refiere a su estructura y escala de grados, como en los arreos masónicos y rituales. El lema del Rito Escocés Primitivo es "Primigenius more majorem". Este es el linaje que reclama el actual Rito Escocés Primitivo, que en su versión contemporánea de 1985 es obra fundamentalmente de Robert Ambelain.

## Los rituales del rito[1]
Cabe advertir que el término "Rito Escocés Primitivo", o su equivalente proveniente de la lengua inglesa "Gran Rito Escocés Primitivo", son de aparición muy tardía a finales del siglo XIX, en los llamados "Rituales de los grados del Early Grand Scottish Rite", publicado en 1890 por Matthew McBlain. Estos rituales corresponden en realidad a la primera compilación de rituales del Rito Escocés o Rito Escocés Estándar, y nada tienen que ver con el Rito Escocés Primitivo surgido en el siglo XX, ni en origen ni en su forma. Dada la confusión ritualística del siglo XVIII, muchos autores, como Alain Eadie entre otros, han utilizado este término para designar a lo que en realidad pudo haber sido el antecedente directo de los tres primeros grados que posteriormente conformarían, por un lado, la rama ritualística reformada, comprendida por el rito de la Estricta Observancia Templaria, el Rito Sueco, el Rito Zinnendorf y el Rito Escocés Rectificado, y, por otro lado, el Rito Escocés Antiguo y Aceptado, derivados todos ellos de los rituales británicos de los Moderns, en su traducción al francés de 1726 o 1727. Sin embargo, la comparación de los rituales contemporáneos de ambas familias de ritos apuntan a un origen distinto, siempre dentro de la familia ritualística francesa de los Moderns.
Las copias tardías de los rituales de la logia Saint Jean d'Écosse de Marsella que se conservan, contienen elementos de lo que sería con el tiempo tanto el Rito Escocés Antiguo y Aceptado como el actual Rito Escocés Primitivo y la rama de la masonería rectificada. Por el contrario, a pesar de incluir el apelativo "escocés", el hoy denominado Rito Escocés posee un origen propio bien distinto.
Los actuales rituales que maneja la Gran Logia Francesa del Rito Escocés Primitivo fueron cuidadosamente editados por Ambelain en la década de los ochenta del siglo pasado. Esto se debió seguramente a que así se permitía la inclusión de miembros no cristianos, así como de doctrinas ajenas al cristianismo característico de la masonería francesa de finales del siglo XVIII.

### Estado de la crítica y la investigación histórica
Es en 1777 cuando se le pide a la logia "Igualdad Perfecta" de Saint-Germain-en-Laye integrarse en el recién creado Gran Oriente de Francia, que se puede considerar que este rito se instala propiamente en Francia. Sin embargo, parece ser que esta logia existía ya desde 1688 en el regimiento de jacobitas exiliados "Royal Irish". Los historiadores creen que esto es probable, pero nunca se ha demostrado, ya que nunca se encontró el ritual utilizado en el momento (1688). Por ello, no existe ninguna seguridad de que el rito que trabajaban las logias jacobitas en Saint-Germain-en-Laye fuese propiamente el Rito Escocés Primitivo.
Con respecto a la Logia Saint-Jean d’Écosse de Marsella, al igual que otras logias, grandes logias y ritos masónicos franceses del momento, presume haber sido fundada el 17 de junio de 1751, no por un inglés o continental, sino con patente emitida directamente por un aristócrata escocés jacobita. Este personaje sería un cierto "Duvalmon", "Valmont" o "Valuon". Fue su primer Venerable Maestro Alexander Routier. No obstante, este personaje nunca fue capaz de presentar la patente original, sino solo los ejemplares más antiguos que poseía, es decir, supuestas copias que databan de 1784. Además, en años recientes se ha demostrado que ni en los archivos de la Gran Logia de Edimburgo ni en la antigua Gran Logia de Aberdeen existe traza alguna de la supuesta patente o de la emisión de las sucesivas copias. Los historiadores creen hoy que el origen debe ser considerado como legendario, ya que lo que se sugiere es que, en realidad, se trataba de justificar un origen independiente tanto de la Gran Logia de Inglaterra como del Gran Oriente de Francia.

## La escala de grados

### La escala de grados histórica
No existen referencias históricas de la escala de grados anteriores a la intervención de Robert Ambelain en 1985. De cualquier manera, lo que este autor sostiene es que la escala de grados histórica llegaba sólo hasta el quinto grado, Maestro Escocés o Caballero de San Andrés. Según Ambelain, la jerarquía del Rito Escocés Primitivo comprendía los siguientes grados: 
I. Aprendiz 
II. Compañero 
III. Maestro (o "Compañero Confirmado") 
IV. Maestro instalado (o Maestro de San Juan o Maestro de Logia) 
V. Maestro Escocés o Caballero de San Andrés del Cardo 

### Grados practicados hoy
LOGIAS AZULES
I. Aprendiz 
II. Compañero 
III. Maestro (antes Compañero Confirmado) 
LOGIAS ROJAS
IV. Maestro instalado (o Maestro de San Juan o Maestro de Logia) 
V a. Maestro Escocés, Caballero de San Andrés 
V b. Caballero de Jerusalén (grado alternativo al anterior) 
ORDEN INTERIOR
VI. Escudero Novicio del Templo 
VII. Caballero del Templo

## La Gran Logia Francesa del Rito Escocés Primitivo
La Gran Logia Francesa del Rito Escocés Primitivo sucedió en 2001 en la Gran Logia del Rito Escocés Primitivo", fundada en 1990 por Robert Ambelain, Albert y André Cools Fages. Se trata de una obediencia masónica mixta que tiene por objeto perpetuar el Rito Escocés Primitivo. Ya desde los tiempos de Ambelain, tiene la exclusividad legal universal de sus rituales, y por ende de su práctica. Por ello, ninguna otra obediencia masónica está legalmente capacitada para incluirlo entre sus ritos. Esta es la razón por la que el Rito Escocés Primitivo es uno de los pocos ritos que no se trabaja en el Gran Oriente de Francia, obediencia multirritual mayoritaria en Francia. Sus logias trabajan "Para la Gloria de Dios Todopoderoso y Sublime Arquitecto del Universo". En 2008, esta obediencia comprendía nueve talleres y algunos triángulos con aproximadamente 300 miembros.